# Cabal

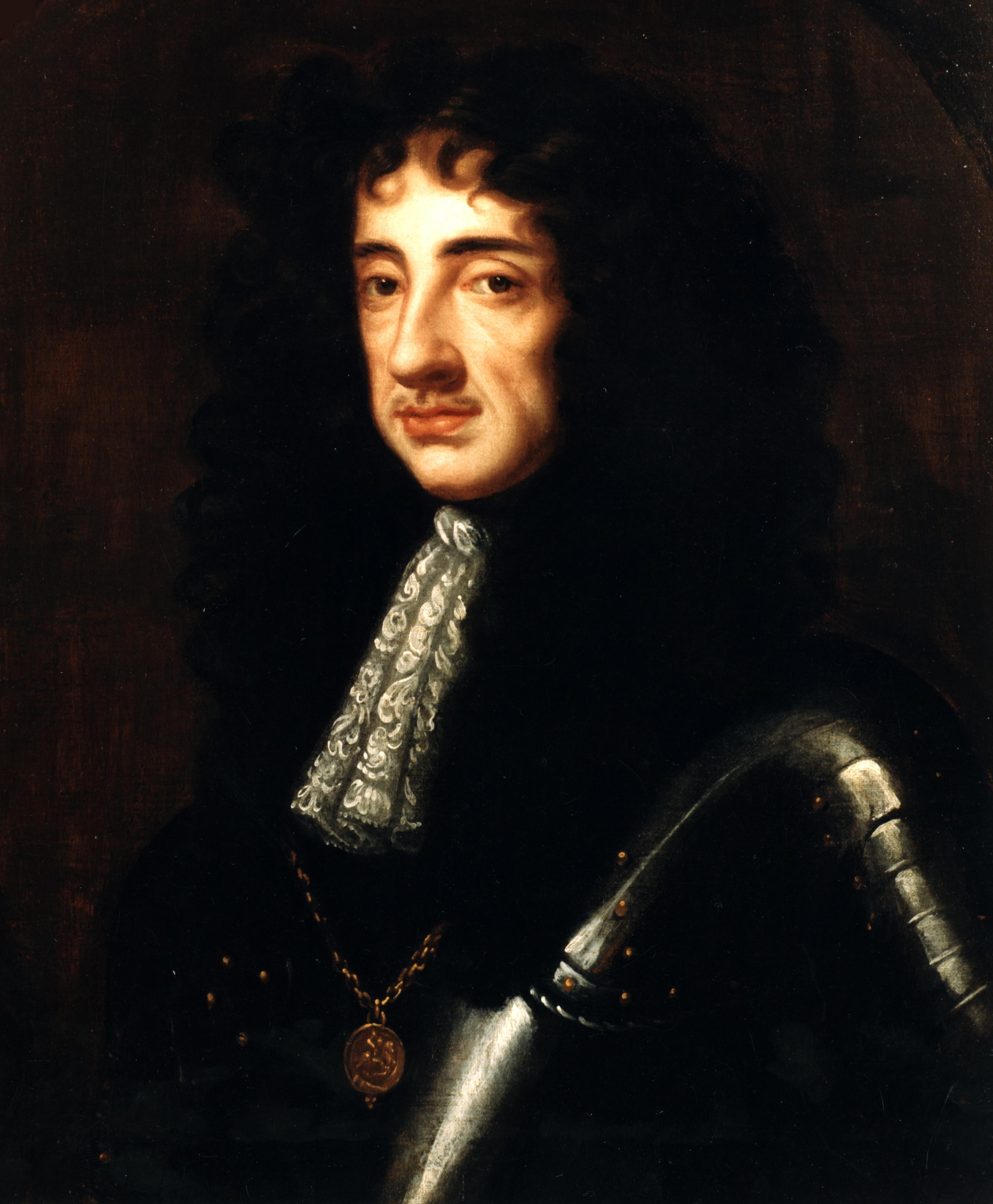
Anglický král Karel II. na portrétu z roku 1670

Cabal, respektive ministerstvo cabal, je výraz označující mocenské uskupení, které určovalo vnitřní a zahraniční politiku Anglie v době restaurace Stuartovců za vlády Karla II. v první polovině 70. let 17. století. Zkratka cabal je složena z počátečních písmen jmen členů ministerstva (Clifford, Arlington, Buckingham, Ashley, Lauderdale). Nejednalo se o oficiálně jmenovaný vládní kabinet, ale o skupinu pěti králových oblíbenců, kteří zastávali různé funkce u dvora a ve státní správě. Slovo cabal později přešlo i do jiných jazyků (ve starší české literatuře se užíval ekvivalent kabala) a označovalo nepopulární dvorní kliku.

## Vláda cabal (1670–1674)
Vznik vlády cabal inicioval vévoda z Buckinghamu, který po pádu prvního ministra Clarendona zastával post královského nejvyššího štolby (1667–1674) a po smrti vévody z Albemarle (1670) spojil své ambice s dalšími královými favority. Neoficiálním, ale faktickým prvním ministrem byl Anthony Ashley Cooper, pozdější hrabě ze Shaftesbury, který v letech 1670–1672 zastával funkci prvního lorda pokladu (Lord High Treasurer), poté lorda kancléře (1672–1673) a prvního lorda obchodu (1673–1674). Významnými osobnostmi byli také hrabě Arlington a vévoda z Lauderdale, kteří zastávali posty státních sekretářů. Díky Arlingtonovi se členem uskupení stal Thomas Clifford, který neměl vládní funkci, ale v letech 1668–1672 zastával vlivný dvorský post pokladníka královského domácnosti.
Ministerstvo cabal vedlo nepopulární politiku v zájmu královského absolutismu a soustavně útočilo na dolní sněmovnu. V porevoluční době byl zvláště citlivě vnímán fakt, že byl zcela ignorován národ jako politická veličina. Nenaplněné osobní ambice a nepřátelství mezi jednotlivými ministry však přímočarou politiku brzy svedly na pole intrik a nesystémového přístupu k zásadním problémům. Členové vlády se neshodovali ani v otázce víry, takže zatímco například Thomas Clifford na konverzi ke katolicismu založil svou kariéru, naopak vévoda Buckingham katolíkům spíše odporoval. Podobně vládl nesoulad názorů k základům politického zřízení – Anthony Ashley Cooper díky svému někdejšímu působení v republikánské státní radě prosazoval parlamentní systém, zatímco vévoda z Lauderdale byl nekompromisním zastáncem královského absolutismu. Na veřejnost brzy pronikly i osobní spory mezi hrabětem Arlingtonem a vévodou z Lauderdale. Vládě uškodilo také zveřejnění detailů Doverské smlouvy ohledně vyplácení francouzské apanáže Karlovi II., svůj podíl na této smlouvě pak musel před parlamentem obhajovat hrabě Arlington.
Rozpad vlády cabal následoval po přijetí zákona Test Act, který eliminoval vliv katolíků na státní správu. V létě 1673 proto musel odstoupit ze svých funkcí Clifford, který krátce nato spáchal sebevraždu; post prvního lorda pokladu převzal hrabě Danby. Během roku 1674 své posty museli opustit i další členové vlády, vévoda z Buckinghamu přišel o funkci nejvyššího štolby, ale jistý vliv si uchoval i nadále jako přední králův favorit. Vévoda z Lauderdale sice udržel funkci skotského státního sekretáře, musel však opustit Londýn a svůj úřad odjel vykonávat přímo do Skotska. Rozklad vlády cabal byl ukončen v září 1674, kdy byl hrabě Arlington odvolán z funkce státního sekretáře a jmenován do méně významného dvorského úřadu nejvyššího komořího.
Všichni členové vlády cabal vynikli jako schopné osobnosti v politice a diplomacii, svůj vliv prosazovali také jako brilantní řečníci na půdě parlamentu. S výjimkou Buckinghama, který byl již od dětství vévodou, dosáhli všichni ministři vlády cabal za Karla II. vzestupu ve šlechtické hierarchii a peerské tituly získané v 70. letech 17. století užívají jejich potomci dodnes. Hrabě z Arlingtonu sice zemřel bez mužského potomstva, ale v roce 1672 provdal svou pětiletou dceru Isabellu za nemanželského syna Karla II., vévodu z Graftonu, a titul hrabat z Arlingtonu byl až do 20. století součástí titulatury vévodů z Graftonu.

## Členové vlády cabal
- C Thomas Clifford, 1. baron Clifford (1630–1673)
- A Henry Bennet, 1. hrabě z Arlingtonu (1618–1685)
- B George Villiers, 2. vévoda z Buckinghamu (1628–1687)
- A Anthony Ashley Cooper, 1. hrabě ze Shaftesbury (1621–1683)
- L John Maitland, vévoda z Lauderdale (1616–1682)

## Galerie

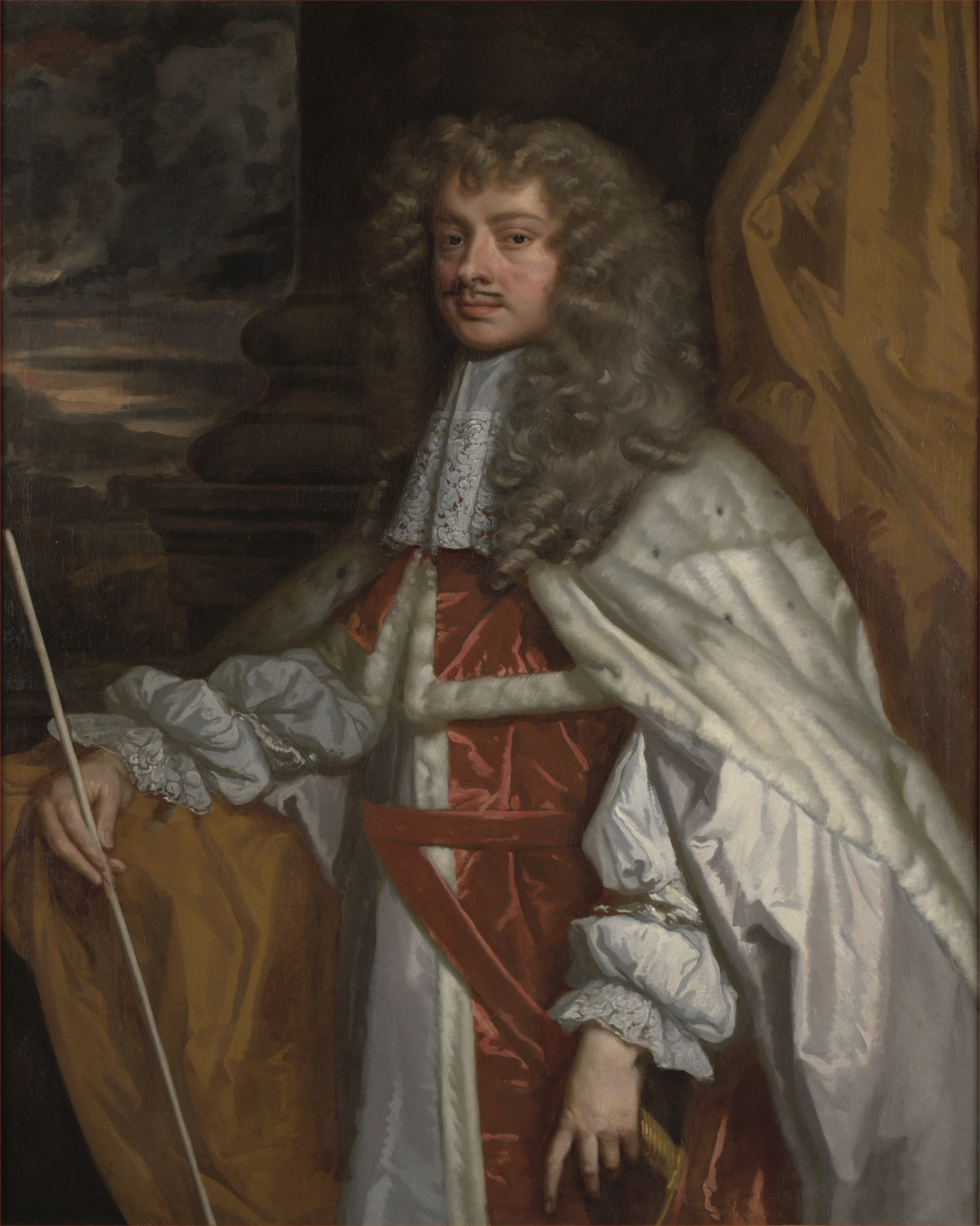
Thomas Clifford, 1. baron Clifford
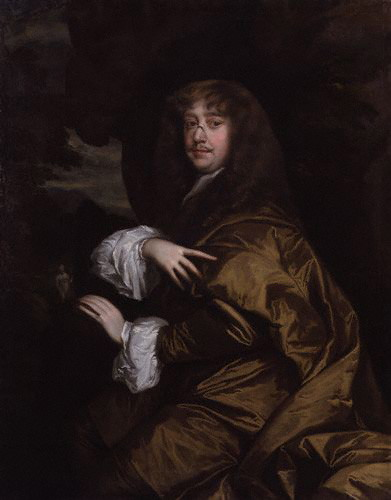
Henry Bennet, 1. hrabě z Arlingtonu
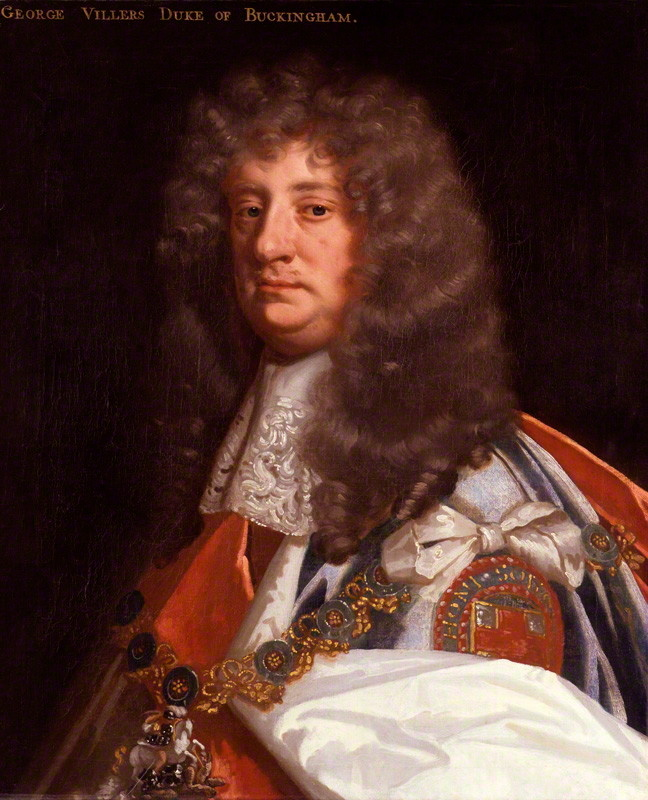
George Villiers, 2. vévoda z Buckinghamu
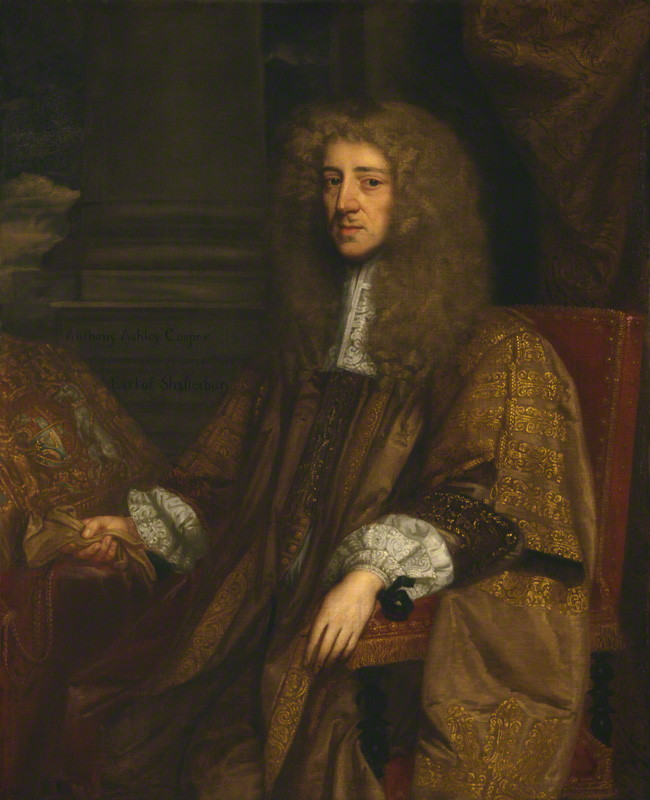
Anthony Ashley Cooper, 1. hrabě ze Shaftesbury
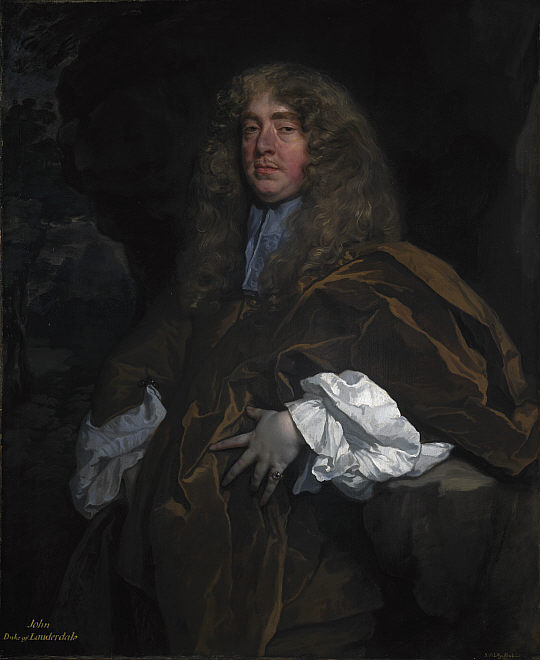
John Maitland, vévoda z Lauderdale